# Cassida pannonica
Cassida pannonica – gatunek chrząszcza z rodziny stonkowatych i podrodziny tarczykowatych. Zamieszkuje Eurazję, od Europy Zachodniej po zachodnią Syberię i Chiny. Żeruje na różnych astrowatych oraz iglicach z rodziny bodziszkowatych.

## Taksonomia
Gatunek ten opisany został po raz pierwszy w 1844 roku przez Christiana W.L.E. Suffriana. Dawniej część badaczy uznawała go za formę bardzo podobnego tarczyka łopianowego.

## Morfologia
Chrząszcz o ciele długości od 5,5 do 8 mm. Grzbietowa strona ciała ma tło zielone lub żółtawe, przeciętnie jaśniejsze i mocniej połyskujące niż u tarczyka łopianowego. Wzór na pokrywach jest brunatnoczerwony u żywych osobników, natomiast przechodzi w kolor brunatny lub czarniawy u martwych okazów wysuszonych; obejmuje on smugę wzdłuż szwu rozszerzającą się przy tarczce, a zwykle także parę drobnych plamek w pobliżu środka pokryw. Deseń jest zwykle mniej rozległy niż u tarczyka łopianowego. Brzegi przedplecza i pokryw są rozpłaszczone. Na bocznych brzegach pokryw brak jest wałeczkowatych nabrzmiałości. W widoku bocznym wyraźnie widać na pokrywach krótkie, sterczące, niezbyt gęste owłosienie o białym kolorze. Odnóża są prawie w całości jasne; uda są przyciemnione tylko u podstawy, co odróżnia go od tarczyka łopianowego, u którego to uda są jasne tylko przy stawie kolanowym, a w pozostałej części czarne. Stopy mają rozchylone, pozbawione ząbków przy nasadach pazurki wystające poza wieńce szczecinek na trzecich członach.

## Ekologia i występowanie
Owad ten preferuje miejsca nasłonecznione o piaszczystym podłożu. Dawniej w Europie Środkowej ograniczał się do stanowisk typowo kserotermicznych, ale współcześnie spotykany jest tam także na murawach psammofilnych. Zarówno osobniki dorosłe jak i larwy tego tarczyka są fitofagami żerującymi głównie na roślinach z rodziny astrowatych. Wśród ich roślin żywicielskich wymienia się: chaber łąkowy, Centaurea paniculata, karczoch zwyczajny, iglice oraz Jurinea longifolia.
Gatunek palearktyczny o rozsiedleniu eurosyberyjskim. W Europie znany jest z  Francji, Monako, Niemiec, Szwajcarii, Austrii, Polski, Czech, Słowacji, Węgier, Ukrainy, Rumunii, Bułgarii, Bośni i Hercegowiny, Serbii, Czarnogóry, Macedonii Północnej i Grecji. Do niedawna północna granica jego zwartego zasięgu biegła na tym kontynencie przez środkową Francję, Reńskie Góry Łupkowe, Harz, Śląsk, Wyżynę Małopolską i Podole. Od końca XX wieku obserwuje się jego jednak gwałtowną ekspansję na północ na obszarze Europy Środkowej. W Polsce w 1996 odnaleziono go po raz pierwszy na Podlasiu, w 1998 na Nizinie Wielkopolsko-Kujawskiej, w 2002 na Pojezierzu Pomorskim.
W Azji owada tego stwierdzono na terenie Turcji (prowincje Adana, Ankara, Antalya, Balıkesir, Bilecik, Bursa, Çankırı, Çorum, Düzce, Gaziantep, Hakkari, Hatay, İzmir, Karabük, Kars, Kastamonu, Konya, Mersin, Muğla, Muş, Niğde, Osmaniye, Samsun i Tunceli), Syrii, Libanu, Izraela, Syberii Zachodniej, Kazachstanu, Uzbekistanu, Kirgistanu i Chin.